# Il était un navire
Il était un navire (titre original : The "Francis Spaight") est une nouvelle de Jack London publiée aux États-Unis en 1911. La nouvelle, achevée en juillet 1908, est publiée dans le recueil When God Laughs and Other Stories en janvier 1911.

## Éditions

### Éditions en anglais
- The "Francis Spaight", dans le recueil When God Laughs and Other Stories, un volume chez  The Macmillan Co, New York, janvier 1911.

### Traductions en français
- Il était un navire, traduit par Louis Postif, in Paris Magazine, périodique, décembre 1931.
- Il était un navire, traduction de Louis Postif, in Les Pirates de San Francisco et autres histoires de la mer, recueil, 10/18, 1973.
- Le « Francis Spaight », traduction de Louis Postif, revue et complétée par Frédéric Klein, in Quand Dieu ricane, recueil, Phébus, 2005.